# Chitosan

Schematische Darstellung der enzymatischen Synthese von Chitosan aus Chitin

Chitosan (griech. χιτών „Unterkleid, Hülle, Panzer“), auch Poliglusam oder Poly-D-Glucosamin oder Polyglucosamin, ist ein natürlich vorkommendes Biopolymer, das sich vom Chitin ableitet und wie dieses ein Polyaminosaccharid ist. Zur Herstellung von Chitosan wird Chitin deacetyliert. Erstmals wurde es 1859 von C. Rouget durch Kochen von Chitin mit Kalilauge gewonnen. Chitosan wird u. a. in der Rettungsmedizin zur Stillung von Blutungen eingesetzt. Viele weitere Anwendungen existieren oder sind in der Entwicklung.

## Herkunft

### Gewinnung
Chitin setzt sich aus β-1,4-glycosidisch verknüpften N-Acetylglucosaminresten (2-Acetamido-2-desoxy-β-D-glucopyranose-Resten) zusammen. 

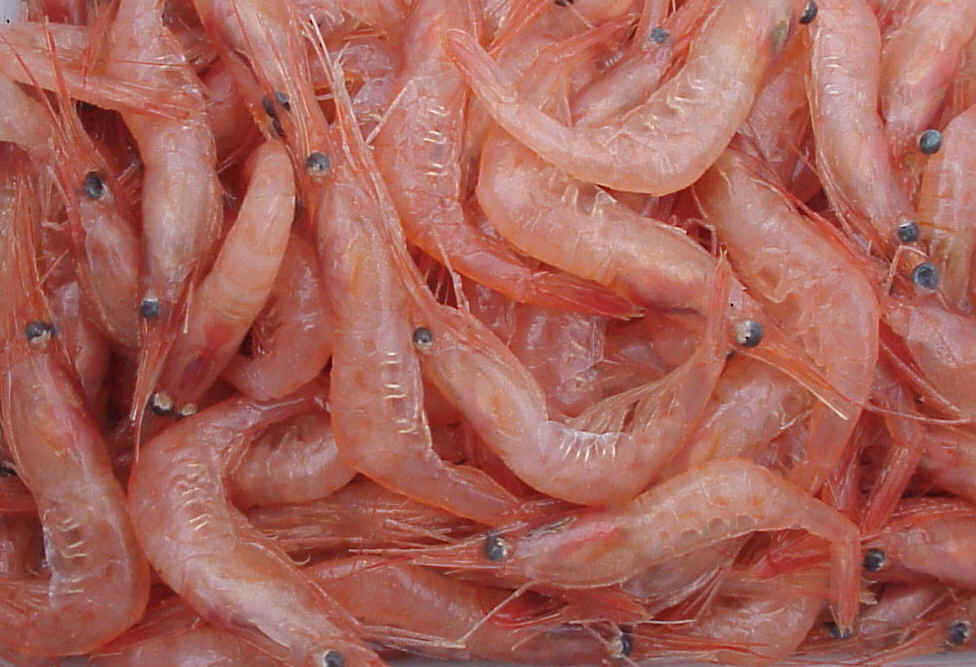
Die Hauptchitinquelle für die Herstellung von Chitosan sind Schalen von Garnelen wie Pandalus borealis.

Chitosan wird technisch aus Chitin durch Deacetylierung gewonnen, so dass das Molekül schließlich nur noch aus etwa 2000 linear miteinander verbundenen 2-Amino-2-desoxy-β-D-glucopyranose- bzw. Glucosamin-Monomeren besteht. Dies kann durch (heiße) Natronlauge oder enzymatisch erfolgen. Beide Prozesse werden technisch genutzt, mengenmäßig steht die alkalische Prozedur eindeutig im Vordergrund.
Der Grad der resultierenden Deacetylierung kann erheblich variieren: Die Deacetylierung kann vollständig oder teilweise erfolgen, woraus eine Verteilung stark deacetylierter neben wenig deacetylierten Bereichen oder eine homogene Deacetylierungsverteilung resultieren kann, was erhebliche Auswirkungen auf die Molekülgestalt hat. Gleichzeitig kann aufgrund dieses chemischen Eingriffes die Kettenlänge des Polymers abnehmen (Depolymerisation), wodurch die Löslichkeit verbessert und die Viskosität verringert wird. Außerdem können bei der Behandlung Fremdatome (z. B. Schwermetalle aus Natronlauge) eingebracht werden. Die Endprodukte können sich daher erheblich in ihren Eigenschaften unterscheiden. Am deutlichsten offenbaren sich diese Unterschiede in der Löslichkeit und Viskosität z. B. einer einprozentigen Chitosanlösung in Essigsäure.

### Natürliches Vorkommen
Einige Pilze enthalten neben Chitin auch Chitosan in ihrer Zellwand; aus ihnen kann Chitosan direkt gewonnen werden. Alle bekannten Arten wie z. B. Mucor rouxii, Absidia coerulea und Rhizopus oryzae gehören zur Ordnung der Mucorales.

## Eigenschaften
Chitosan ist ein farbloser, amorpher, zäher Stoff. Industriell hergestelltes, hochmolekulares Chitosan ist in verdünnten starken Säuren außer Schwefelsäure sowie in organischen Säuren löslich. Die Löslichkeit in Säuren und gleichzeitig schlechte Löslichkeit in neutralem oder alkalischem pH ist einzigartig unter den Biopolymeren und daher charakterisierend. Mit abnehmender molarer Masse ist aber auch Chitosan (oder Oligo-Glucosamin) in Wasser und sogar in Laugen löslich.
Auf Grund der durch die Deacetylierung entstandenen freien Aminogruppen ist es in nicht alkalischer Lösung ein Polykation mit einer hohen Ladungsdichte. Es ist ungiftig, antibakteriell, antiviral und antiallergen. Die LD50 von Chitosan liegt bei 16 g/kg Körpermasse.

### Fettbindung
Die Fettbindung durch Chitosan lässt sich im Labor gut nachweisen. Mehrere Patente und Laborversuchsbeschreibungen haben dies zum Thema, daneben stehen mehr oder weniger wirksame Produkte, die auf diesem Prinzip beruhen. Die Effizienz der Fettbindung ist mengenmäßig bedeutsam, sodass Chitosan allgemein in der Biochemie und Entsorgung zum Entfernen von Ölen, vereinzelt in Arzneimittelzulassungen (z. B. in Spanien) sowie in Medizinprodukten und Nahrungsergänzungsmitteln mit der Wirkstoffbezeichnung Lipidadsorbens in vielen Ländern der Welt, auch in allen Mitgliedsländern der EU, unbeschränkt verkehrsfähig ist.
Diese Eigenschaft machen Chitosan als Emulgator einsetzbar, etwa als Komponente von Wachsen und Naturfarben.
Die höchste Fettbindungskapazität wurde im Biopolymer L112 mit dem etwa 800-fachen seiner Eigenmasse festgestellt.

### Bindung von Schwebstoffen
Chitosan wird in der Wasseraufbereitung, in der Abwasserklärung und in der Getränkeindustrie vielfältig und großtechnisch eingesetzt, um Schwebstoffe zu binden und auszufällen.

### Andere Eigenschaften
- koagulierend, blutstillend[10]
- bakterizid, allerdings für verschiedene Bakterien unterschiedlich[11]
- fungistatisch[8] bis fungizid[12][13]
- abrasiv (in Zahnpasta)[14]
- glättend (Papierzusatz)[14]
- Bindung von Schwermetallen[15]

## Anwendungen

### Stoffliche Nutzung
Das Anwendungsspektrum dieses Polymers ist relativ breit und unübersichtlich (ähnlich wie bei Cellulose und anderen Biopolymeren). Chitosan wird vor allem als Filtermedium (zur Wassergewinnung oder in Kläranlagen) sowie als Ausgangsmaterial für Fasern, Schaumstoffe, Membranen und Folien (bio-basierter Kunststoff) verwendet. Dabei gehören zu den positiven Eigenschaften in dem Bereich die Sauerstoff-Barrierewirkung, die einen Vakuumabschluss ermöglicht. Eine marktrelevante Fertigung von Biokunststoffen aus Chitosan existiert allerdings bislang nicht.
Mit seiner adsorbierenden, blutstillenden, anti-mikrobiellen und heilenden Wirkung kommt Chitosan auch in Medizinprodukten (z. B. bei Lipidadsorbens (L112) oder bei Wundauflagen) zum Einsatz. Des Weiteren findet Chitosan Verwendung in Zahnpasten (z. B. Chitodent), als Papier- und Baumwollzusatz sowie zum Ausfällen von Trübungen in der Getränkemittelindustrie. In der Arzneimittelindustrie wird an Chitosan seit langem geforscht, um es zur Mikroverkapselung und gezielten Freisetzung pharmakologischer Wirkstoffe zu verwenden, unter anderem als Vektor für die Gentherapie.
| Anwendungsgebiet                  | nutzbare Anwendungen                                                               | Forschungsanwendungen                        |
| --------------------------------- | ---------------------------------------------------------------------------------- | -------------------------------------------- |
| Gesundheit und Biotechnologie     | Hilfe zur Verdauung von Fetten                                                     | Enzymimmobilisierung                         |
|                                   | Cholesterin-Verminderung                                                           | Immobilisierung bei Synthesen                |
|                                   | Lipidbinder zur Gewichtskontrolle                                                  | Proteinseparation (Fällung)                  |
|                                   | Lipidabtrennung                                                                    | Adsorption von Endotoxinen und Nukleinsäuren |
|                                   | Wundauflage                                                                        | Zell-Anreicherung                            |
|                                   | künstliche Haut                                                                    | Glucose-Elektrode                            |
|                                   | verzögerte Arzneimittelfreisetzung                                                 | Chromatografie-Material                      |
|                                   | degradierbarer chirurgischer Füllstoff (Orthopädie, Ophthalmologie, Zahnheilkunde) | Bindung polymerer Katalysatoren              |
|                                   | Zellmobilisation                                                                   | Zellimmobilisierung (Biotechnologie)         |
|                                   | Tumortherapie, Immunstimulation                                                    | semipermeable Membrane                       |
|                                   | künstliche Gefäße                                                                  | degradierbares Nahtmaterial                  |
|                                   | künstliche Tränenflüssigkeit                                                       | Kontaktlinsenmaterial                        |
|                                   | Zahncreme                                                                          | Einbettmittel für Elektronenmikroskopie      |
| Landwirtschaft und Nahrungsmittel | Versiegelung von Nahrungsmitteln                                                   | Beschichtungsmittel                          |
|                                   | fungizide Saatgutbehandlung                                                        | Konservierung von Saatgut                    |
|                                   | Entfernung von Farbstoffen, Feststoffen, Säuren                                    |                                              |
|                                   | Konservierungsmittel für Obst und Gemüse                                           | Nahrungsmittelpackstoff                      |
|                                   | Stabilisator                                                                       |                                              |
|                                   | Nahrungsmittelzusatz                                                               | Ballaststoff                                 |
|                                   | Geschmackstoff                                                                     |                                              |
|                                   | Insektizid                                                                         |                                              |
|                                   | Futtermittelzusatz                                                                 | Futtermittelzusatz in Milchproduktion        |
|                                   | Nematozid                                                                          |                                              |
|                                   | Beschichtung / Versiegelung von Saatgut und Blättern                               |                                              |
|                                   | Fertilisation                                                                      | Kompostbeschleunigung                        |
|                                   | verzögerte Freisetzung von Agrochemikalien                                         |                                              |
|                                   | Holzschutz                                                                         |                                              |
| Textilien                         | wasserdurchlässige Stoffe                                                          |                                              |
| Kosmetika                         | Dentalprodukte                                                                     |                                              |
|                                   | Mundpflegemittel                                                                   |                                              |
|                                   | Haarpflegemittel                                                                   |                                              |
|                                   | bakteriostatische Konservierungsmittel                                             |                                              |
|                                   | Hautpflegemittel                                                                   |                                              |
| Wasserbehandlung                  | Entfernung organochemischer Bestandteile                                           |                                              |
|                                   | Entfernung von Schwermetallen                                                      | Abwasserbehandlung                           |
|                                   | Trinkwasserbereitung                                                               | Saftklärung (Kelterei)                       |
|                                   | Schwimmbadwasser-Aufbereitung                                                      | Membranen für Wasserentsalzung               |
| Papierindustrie                   | Luftfiltrationsmaterial                                                            |                                              |
|                                   | Wasserfiltration                                                                   |                                              |
|                                   | abbaubare Verpackungsmittel                                                        |                                              |
|                                   | Bindemittel für wiederverwendete Cellulose                                         |                                              |
|                                   | Oberflächenglättemittel                                                            |                                              |
|                                   | Kopierpapiere                                                                      |                                              |
|                                   | Fotopapiere                                                                        |                                              |
| Technik                           | elektronische Elemente                                                             | Lautsprechermembranen                        |

### Ernährung
In Nahrungsergänzungsmitteln wird Chitosan als „Fettblocker“ eingesetzt. Die Verwendung als Nahrungszusatz wird hingegen in einigen Ländern einschließlich Deutschland als möglicherweise illegal betrachtet (in Österreich hingegen ist es legal), da eine Nahrungsergänzung nur die Nahrung ergänzen darf, aber nicht deren Resorption behindern soll. In den Ländern, in denen Chitosan im Nahrungsmittelbereich eingesetzt werden darf, wie etwa den USA, haben mehrere doppelblinde und randomisierte Studien ergeben, dass seine Wirkung ohne gleichzeitige Diät nicht nachgewiesen werden kann.